# Porté Disparu
Pour les articles homonymes, voir Porté disparu.
Porté Disparu est un groupe québécois provenant de la ville de Québec. Ils ont un album commercialisé ainsi que plusieurs extraits radio.

## Biographie
En 2004, le groupe "Pure Random" fut déclaré "Porté disparu". Depuis ce temps les recherches s'intensifient d'un bout à l'autre du pays, en vain.
Par contre, certains éléments retrouvés nous font croire que ses membres sont toujours vivants.
Tout ce qui est en notre pouvoir sera fait pour les retrouver sains et saufs. Nous comptons sur votre collaboration.
L'album "Marche Rapide" est sorti officiellement le 20 février 2009 et a été réalisé par Jérôme Smith, François Vincent et Stéphane Dussault.

## Membres
- Jerome Smith (voix/bass)
- Frank (guitare/voix)
- Jean-Seb (guitare)
- Olivier Paci (batterie)

## Discographie
- Marche Rapide (2009)

## Singles
- L'Amérique du porc (2009)
- J'espère toujours (2009)
- La gravité (2009)
- Ö Québec (2010)
- Full de poils(2010)